# Rossana Podestà
Rossana Podestà (n. 20 iunie 1934, Tripoli, Libia – 10 decembrie 2013, Roma) a fost o actriță de film italiană.

## Biografie
Podestà și-a petrecut copilăria în Tripoli, pe acea vreme Libia fiind colonie a Italiei. Fiind fiica unor coloniști italieni, avea cetățenie italiană, astfel că după cel de-al Doilea Război Mondial, părinților ei fiindu-le clar că nu au nici un viitor în Libia, s-au mutat la Roma, unde nu după mult timp Rossana s-a dedicat actoriei.
Încă din timpul școlii a debutat în anul 1952 în filmul dramatic italian Domani è un altro giorno de Léonide Moguy. În 1952 a jucat în filmul de aventuri Il moschettiere fantasma de Max Calandri, iar în 1954 urmând filmul Fetele din San Frediano (Le ragazze di San Frediano) de Valerio Zurlini. 
A făcut senzație scandalizând critica internațională în anul 1953, cu rolul ei erotic în personajul Rossanei din filmul mexican Plasa (La red) de regizorul Emilio Fernández, care în același an a fost prezentat 
la Festivalul de la Cannes.
Anii următori, de multe ori Podestà a fost distribuită în roluri de Femme fatale și ca seducătoare irezistibilă. Astfel în 1954 a jucat alături de Kirk Douglas, Anthony Quinn și Silvana Mangano rolul lui Nausicaa în filmul de aventuri Ulise de Mario Camerini. Un alt succes internațional la obținut în anul 1956 ca frumoasa Elena în filmul Elena din Troia de regizorul Robert Wise.

## Filmografie

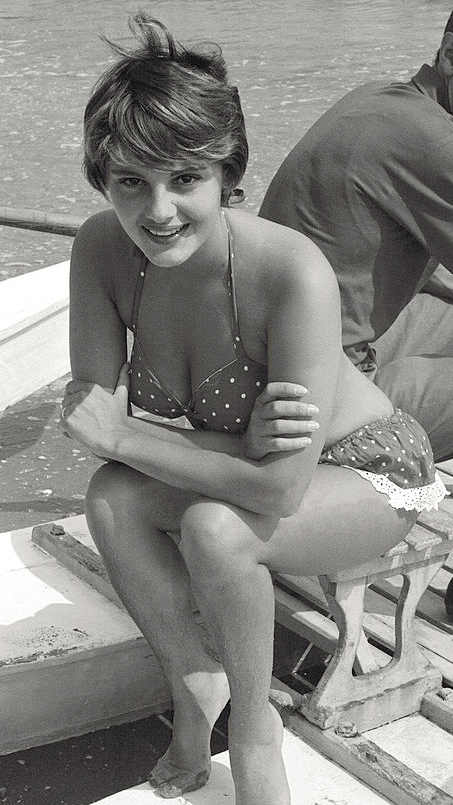
Rossana Podestà în 1956

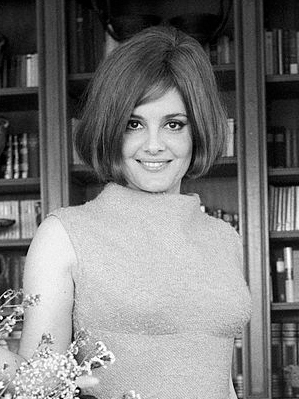
Rossana Podestà în 1965

- 1950 Strano appuntamento, regia Dezső Ákos Hamza (Strano appuntamento)
- 1951 Domani è un altro giorno, regia Léonide Moguy
- 1951 I sette nani alla riscossa, regia Paolo William Tamburella
- 1951 Hoții și vardiștii (Guardie e ladri), regia Steno și Mario Monicelli
- 1952 Gli angeli del quartiere, regia Carlo Borghesio
- 1952 Io, Amleto, regia Giorgio Simonelli
- 1952 Il moschettiere fantasma, regia Max Calandri
- 1952 Don Lorenzo, regia Carlo Ludovico Bragaglia
- 1953 La voce del silenzio, regia Georg Wilhelm Pabst
- 1953 Plasa (La red), regia Emilio Fernández
- 1953 Nosotros dos, regia Emilio Fernández
- 1953 Fanciulle di lusso, regia Bernard Vorhaus
- 1953 Viva la rivista!, regia Enzo Trapani
- 1953 Addio, figlio mio!, regia Giuseppe Guarino
- 1954 Fetele din San Frediano (Le ragazze di San Frediano), regia Valerio Zurlini
- 1954 Ulise, regia Mario Camerini
- 1955 Canzoni di tutta Italia, regia Domenico Paolella
- 1955 Non scherzare con le donne, regia Giuseppe Bennati
- 1956 Elena din Troia, regia Robert Wise
- 1956 Santiago, regia Gordon Douglas
- 1957 L'isola dei pirati, regia Robert Darène
- 1958 Playa prohibida, regia Francisco Fuertos
- 1958 La spada e le croce, regia Carlo Ludovico Bragaglia
- 1958 Vento passioni, regia Richard Wilson
- 1959 L'isola in capo al mondo, regia Edmond Greville
- 1959 Un vaso di whisky, regia Julio Coll
- 1960 La furia dei barbari, regia Guido Malatesta
- 1961 La grande vallata, regia Angelo Dorigo
- 1962 Sodom and Gomorrah, regia Robert Aldrich
- 1962 L'arciere delle mille e una notte, regia Antonio Margheriti
- 1963 La vergine di Norimberga, regia Antonio Margheriti
- 1964 F.B.I. operazione Baalbek, regia Marcello Giannini
- 1964 Le ore nude, regia Marco Vicario
- 1965 Șapte oameni de aur (7 uomini d'oro), regia Marco Vicario
- 1966 Il grande colpo dei 7 uomini d'oro, regia Marco Vicario
- 1970 Il prete sposato, regia Marco Vicario
- 1971 Homo Eroticus, regia Marco Vicario
- 1972 L'uccello migratore, regia Steno
- 1973 Paolo il caldo, regia Marco Vicario
- 1975 Il gatto mammone, regia Nando Cicero
- 1976 Il letto in piazza, regia Bruno Gaburro
- 1977 Pane, burro e marmellata, regia Giorgio Capitani
- 1979 Sette ragazze di classe, regia Pedro Lazaga
- 1980 Tranquille donne di campagna, regia Claudio De Molinis
- 1980 I seduttori della domenica, regia Dino Risi
- 1983 Hercules, regia Luigi Cozzi
- 1985 Segreti segreti, regia Giuseppe Bertolucci